# Глина (Блоке)
Глина (словен. Glina) — поселення в общині Блоке, Регіон Нотрансько-крашка, Словенія. Висота над рівнем моря: 735,1 м.